# Марушинська сільська рада
Мару́шинська сільська рада (рос. Марушинский сельский совет) — сільське поселення у складі Цілинного району Алтайського краю Росії.
Адміністративний центр — село Марушка.

## Населення
Населення — 1065 осіб (2019; 1135 в 2010, 1450 у 2002).

## Склад
До складу сільської ради входять:
| Населений пункт    | Населення, осіб (2002) | Населення, осіб (2010) |
| ------------------ | ---------------------- | ---------------------- |
| Верх-Шубинка, село | 195                    | 86                     |
| Марушка, село      | 1255                   | 1049                   |